# Зов юности
Зов юности (англ. The Call of Youth) — немой фильм 1921 года в жанре мелодрама режиссёра Хью Форда (англ. Hugh Ford). Первый фильм, над которым работал Альфред Хичкок, он разрабатывал дизайн интертитров, текстовых вставок между кадрами. В эпоху немого кино это был единственно возможный вариант передачи реплик героев и комментариев. Фильм считается утерянным, как и многие другие немые фильмы.

## Сюжет
Бетти Овертон (Мэри Глейн) влюблена в Уберта Ричмонда (Джек Хоббс), но их счастью мешает разорение её дяди во время паники. Пожилой Джеймс Агар (Малькольм Черри), который всегда любил Бетти, но не проявлял своих чувств, предлагает Бетти выйти за него замуж, чтобы помочь дяде. Хотя она дает согласие, но Агар понимает, что Ричмонд любит Бетти тоже. Чтобы убрать его со своего пути, Агар предлагает ему место в Африке. Ричмонд соглашается. В канун своей свадьбы, Бетти отвергает страстные поцелуи Агара. Он понимает, что он никогда не завоюет её любовь и что её сердце принадлежит Ричмонду. Агар едет в Африку чтобы вернуть его как раз вовремя — Ричмонд почти умер от лихорадки. Вернувшись в Англию, молодая пара счастливо воссоединилась.

## В ролях
- Mary Glynne (Betty Overton)
- Marjorie Hume (Joan Lawton)
- Jack Hobbs (Hubert Richmond)
- Malcolm Cherry (James Agar)
- Ben Webster (Mark Lawton)
- Gertrude Sterrol (Mrs. Lawton)
- Victor Humphrey (Peter Hoskins)
- John Peachey (Dr. Michaelson)
- Ralph Foster (Minister)

## Участие Хичкока в картине

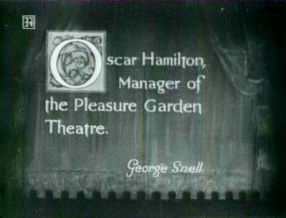
Пример интертитлов одного из ранних фильмов Хичкока

В 20-е годы кинематограф Великобритании находился в упадке после Первой мировой войны, поэтому событием стало решение американской кинокомпании Famous Players-Lasky (сейчас Paramount Pictures) открыть студию в Лондоне. Об этом писали многие газеты из которых, собственно, Хичкок узнал, что студия выпустит свой первый фильм под названием «Печаль сатаны».
Хичкок решил нарисовать интертитры для этого фильма, он прочитал роман, проиллюстрировал некоторые эпизоды, нарисовал титры. Однако оказалось, что студия отказалось от съёмок и вместо этого фильма будет сниматься фильм «Зов юности». Хичкоку пришлось практически за одну ночь нарисовать новые эскизы. Именно их, а также другие свои работы он показал руководству студии. Они были приняты благосклонно и Хичкок стал дизайнером титров всех фильмов выпущенных этой компанией. Работа на студии позволила Хичкоку окунутся в атмосферу кинематографа, ознакомиться с тем как работает эта фабрика по производству фильмов и стать, в конечном итоге, гениальным режиссёром.